# Osann-Monzel
Osann-Monzel är en kommun i Landkreis Bernkastel-Wittlich i förbundslandet Rheinland-Pfalz i Tyskland. Kommunen bildades 7 juni 1969 genom en sammanslagning av kommunerena Monzel och Osann.
Kommunen ingår i kommunalförbundet Verbandsgemeinde Wittlich-Land tillsammans med ytterligare 44 kommuner.